# William T. Bielby
William T. Bielby ist ein US-amerikanischer Soziologe und emeritierter Professor an der University of Illinois sowie Distinguished Research Scholar an der University of Arizona. 2003 amtierte er als Präsident der American Sociological Association (ASA). Weil er seit seiner Highschool als Gitarrist in Bands spielte und zudem Amateurbands erforschte, wurde er in der ASA-Laudation zur Präsidentschaft als „Rock ‘n Roll Sociologist“ bezeichnet.
Bielby strebte ursprünglich eine Berufstätigkeit als Ingenieur an und studierte Elektrotechnik mit einem Bachelor-Abschluss an der University of Illinois at Urbana-Champaign, danach wechselte er zu den Sozialwissenschaften und legte ebenfalls in Urbana 1972 das Master-Examen ab. 1976 wurde er an der University of Wisconsin–Madison im Fach Soziologie zum Ph.D. promoviert, wo er für zwei Jahre eine Forschungsstelle hatte. Von 1977 bis zu seiner Emeritierung 2005 war er an der University of California, Santa Barbara tätig, seit 1983 als Professor. Danach wechselte er an die University of Illinois in Chicago. Seine Arbeitsschwerpunkte sind Forschungsmethoden der Sozialwissenschaften (besonders Qualitative Sozialforschung) sowie Soziale Ungleichheit und Diskriminierung. 